# نه تر و نه خشک
نه تر و نه خشک کتابی از هوشنگ مرادی کرمانی است که در سال ۱۳۸۲ منتشر و در مراسم کتاب سال جمهوری اسلامی ایران به‌عنوان کتاب برگزیده معرفی شد.